# どぶ鼠作戦
『どぶ鼠作戦』（どぶねずみさくせん）は、1962年6月1日に公開された日本映画。製作・配給は東宝。モノクロ、東宝スコープ。
キャッチコピーは「壮烈痛快! 敵の要塞ぶっ飛ばせ!」「愚連隊魂! 暴れ鼠の野郎共」。

## 概要
『独立愚連隊』『独立愚連隊西へ』に続く、『愚連隊シリーズ』の第3作。岡本喜八の印象では、一番当たった作品である。岡本喜八はシリーズ物は認めていなかったため愚連隊シリーズの最終作のつもりで作り、最後だと思っていろいろと盛り込んだところ東宝副社長の森岩雄には当初、愚作と酷評され、当たらないと言われたという。そのことを質問した手紙を出したところ後日、返事がきて「当ててくれてありがとう。たぶん当たったのは、あなたの肌とお客さんの肌合いが良かったのであろう。敢えて愚作と申したのは、複雑な話を複雑にお撮りになっているからで、古来、名作は、煮つめてみれば単純明快なものである。以後お気をつけください」と書かれていたという。千人ほどのキャパシティがあった渋谷東宝で初日六千八百人、二日目には七千人を超えるほど入った。なお、東宝の興行的には『日本のいちばん長い日』が岡本喜八作品では一番当たった作品であった。

## スタッフ
- 製作：田中友幸、角田健一郎
- 音楽：佐藤勝
- 撮影：逢沢譲
- 美術：育野重一
- 録音：伴利也
- 照明：猪原一郎
- チーフ助監督：山本迪夫
- 製作担当者：鈴木政雄
- 整音：下永尚
- スチール：荒木五一
- 脚本、監督：岡本喜八

## キャスト
- 林一等兵：加山雄三
- 白虎：佐藤允
- 関大尉：夏木陽介
- 三好軍曹：中谷一郎
- 穴山上等兵：田中邦衛
- 佐々木二等兵：砂塚秀夫
- 無双：中丸忠雄
- 林軍医：江原達怡
- 正宗中尉：藤田進
- 大森見習士官：ミッキー・カーチス
- 関師団長：上原謙
- 伊達新任師団長：田崎潤
- 杉山部隊長：平田昭彦
- 女兵：水野久美
- 少女：田村奈巳
- 王：長谷川弘
- 陳：若松明
- 無双隊員：高木弘、権藤幸彦、佐藤勝弘
- 老頭の長老：利根伺郎
- 小部落の村長：沢村いき雄
- 案内の男：岩本弘司
- 花婿：小川安三
- 花嫁：瓜生登代子
- 高給参謀：天本英世、川村郁夫、土屋詩朗
- 通信兵：加藤茂雄
- 衛兵：奈良優一
- 脱走兵：橘正晃
- 通訳の下士官：鈴木治夫
- 運転兵：中山豊
- 高級将校：林幹
- 小隊長：堤康久
- 隊長：草川直也、緒方燐作、江島護
- 巡察の将校：上村幸之
- 歩哨：坂上和也、小野崎隆
- 衛生兵：三浦敏男
- 話しかける兵：二瓶正典
- 憲兵曹長：桐野洋雄

## 同時上映
『続・社長洋行記』
- 脚本：笠原良三／監督：杉江敏男／主演：森繁久彌
- 『社長シリーズ』第15作。